# Cholekalcyferol
Cholekalcyferol (łac. cholecalciferolum), witamina D3 – organiczny związek chemiczny z grupy witamin D. Reguluje gospodarkę wapniowo-fosforanową organizmu, umożliwia wchłanianie tych pierwiastków w jelitach, a także zapewnia właściwą mineralizację kości.
Powstaje z 7-dehydrocholesterolu w skórze wystawionej na działanie promieni UV. U człowieka ulega następnie 25-hydroksylacji w wątrobie oraz 1α-hydroksylacji w nerkach dając postać aktywną witaminy D3 – kalcytriol.
Występuje także w drożdżach, wątrobie, żółtku jaj oraz w przetworach rybnych i tranie.